# Happy Jacks River
Der Happy Jacks River ist ein Fluss im Südosten des australischen Bundesstaates New South Wales. 

## Verlauf
Er entspringt in der Nähe der Siedlung The Dip in den Snowy Mountains. Von seiner Quelle fließt der Fluss zunächst einige Kilometer nach Südwesten, wo seine beiden Nebenflüsse, der McKeahnies Creek und der Tibeaudo Creek münden. Dann wendet er seinen Lauf nach Nordwesten, wo er in den Tumut River, einen Nebenfluss des Murrumbidgee River, mündet.
Der Happy Jacks River verläuft ausnahmslos durch unbesiedeltes, hochalpines Gebiet.